# Wieluń
Wieluń è un comune urbano-rurale polacco del distretto di Wieluń, nel voivodato di Łódź. Ricopre una superficie di 131,2 km² e nel 2004 contava 32 969 abitanti.

## Storia

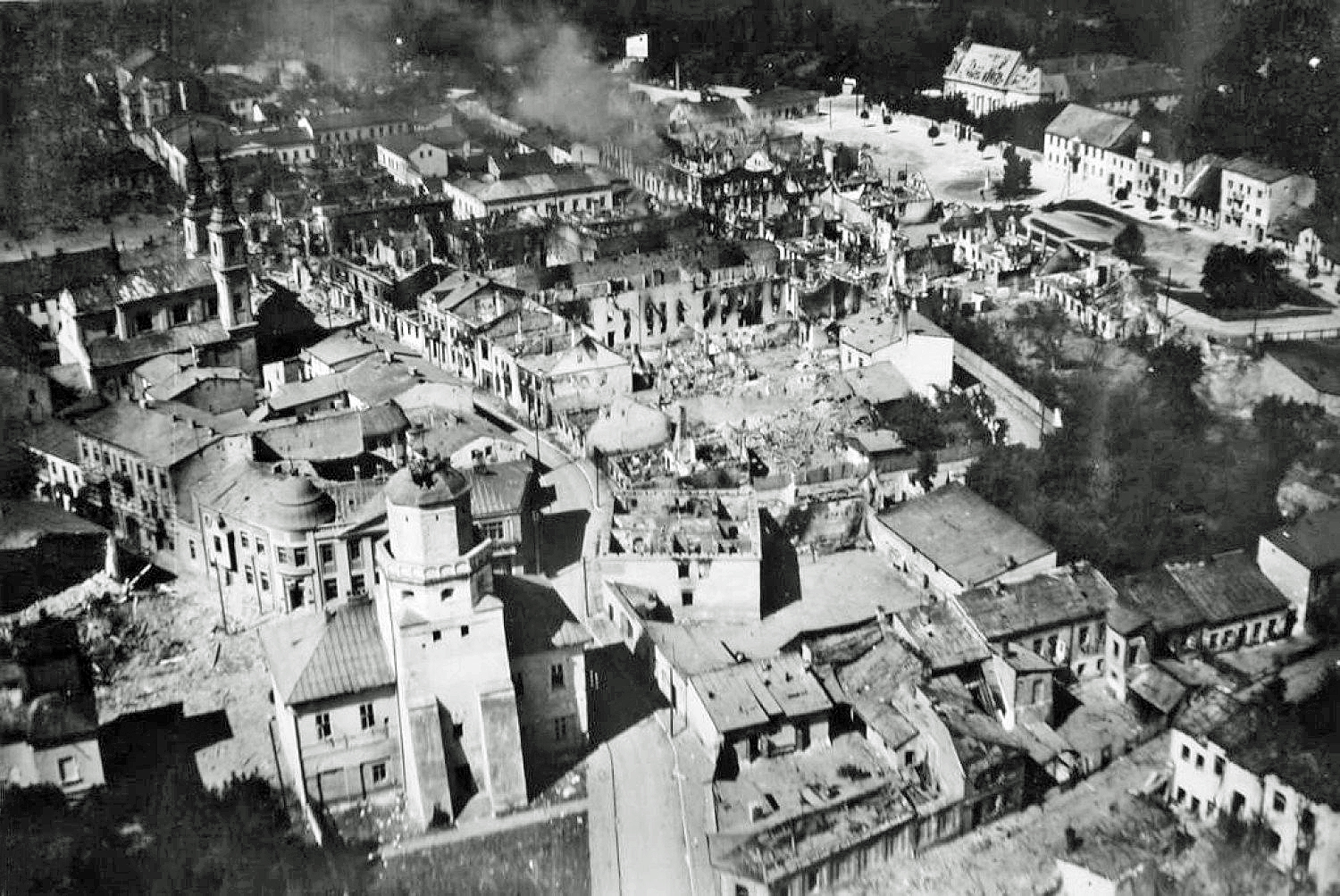
La città dopo il bombardamento tedesco. La foto è stata scattata dal campanile della chiesa nel 1939.

La città è situata nel voivodato di Łódź dal 1999, mentre con la precedente suddivisione in voivodati, in vigore fino al 1998, è appartenuta al voivodato di Sieradz. Durante la seconda guerra mondiale, nel 1939, la città fu il centro di un massiccio bombardamento in picchiata da parte delle forze tedesche.

## Toponomastica
La cittadina, durante l'occupazione nazista, cambiò il nome in Welun nel periodo 1940-41, Welungen in quello 1941-42, per poi tornare a Welun nel periodo 1942-45.